# Sebečevo
Sebečevo (szerbül: Себечево), település Szerbiában, a Raškai körzet Novi Pazar községében.

## Népesség
- 1948-ban 1 254 lakosa volt.
- 1953-ban 1 417 lakosa volt.
- 1961-ben 1 465 lakosa volt.
- 1971-ben 1 305 lakosa volt.
- 1981-ben 1 351 lakosa volt.
- 1991-ben 1 096 lakosa volt.
- 2002-ben 897 lakosa volt, akik közül 787 bosnyák (87,73%), 102 szerb (11,37%) és 8 muzulmán.